# Maroc diplomatique
Maroc Diplomatique, est un magazine d'actualité mensuel marocain francophone. Lancé en 2014, il couvre l'actualité politique, diplomatique, et internationale du Maroc.